# Karl Wilde (Architekt)

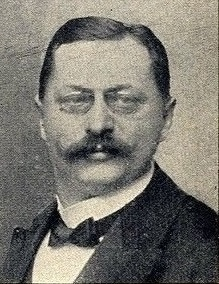
Karl Wilde (1903)

Karl Wilde (* 1. April 1862 in Kirchhain, Kreis Luckau; † 11. Dezember 1930 in Frankfurt am Main; vollständiger Name: Richard Hermann Karl Wilde) war ein deutscher Architekt und Baubeamter.

## Leben
Nach seinem Studium und einem anschließenden Referendariat als Regierungsbauführer wurde er 1893 zum Königlichen Regierungsbaumeister (Assessor in der öffentlichen Bauverwaltung) ernannt. Um 1895 arbeitete er im gleichen Rang in Berlin, wo er auch Mitglied im Architekten-Verein zu Berlin war. Zu Beginn des 20. Jahrhunderts wechselte er zur kommunalen Bauverwaltung der Stadt Frankfurt am Main, wo er zunächst bis mindestens 1903 im Rang eines Stadtbauinspektors, später eines Magistratsbaurats arbeitete. Spätestens 1927 – mit dem Erreichen der Altersgrenze – ging Wilde in den Ruhestand.

## Bauten und Entwürfe
- 1887–1889: Gerberstadt-Gymnasium in Kirchhain[3]
- 1892: Wettbewerbsentwurf für eine evangelische Kirche in Konz-Karthaus[7]
- 1893: Wettbewerbsentwurf für die evangelische Kirche in Prüm (Eifel) (Wettbewerb unter den Mitgliedern des Architekten-Vereins zu Berlin, prämiert mit dem 1. Preis unter sechs eingereichten Entwürfen; 1895 ausgeführt)[8][9]
- 1894: Wettbewerbsentwurf für die evangelische Kirche an der Kruppstraße in Düsseldorf-Oberbilk (prämiert mit dem 2. Preis)[10]
- 1895: Wettbewerbsentwurf für ein Krieger- und Siegesdenkmal in Salzwedel (Wettbewerb unter den Mitgliedern des Architekten-Vereins zu Berlin, prämiert mit dem 2. Preis unter sechs eingereichten Entwürfen)[4]
- 1895: Wettbewerbsentwurf für einen Getreidespeicher an der Oberspree in Berlin (Wettbewerb unter den Mitgliedern des Architekten-Vereins zu Berlin, prämiert mit dem 1. Preis)[7][11]
- 1895: Wettbewerbsentwurf für ein Rathaus in Tarnowitz[7]
- 1895: Wettbewerbsentwurf für ein Denkmal für Henry Gill beim Wasserwerk am Müggelsee bei Berlin (Wettbewerb unter den Mitgliedern des Architekten-Vereins zu Berlin, prämiert mit dem 1. Preis)[5]
- 1895–1897: Bauleitung beim Bau der evangelischen Auenkirche in Berlin-Wilmersdorf (als Mitarbeiter in der staatlichen Bauverwaltung, unter Projektleitung von Max Spitta)[12][7]
- 1896: Wettbewerbsentwurf für eine Kirche auf dem Wilhelmplatz (heute Oberhofer Platz) in Berlin-Lichterfelde (prämiert mit dem 3. Preis, unter 30 eingegangenen Entwürfen)[13]
- 1897: Beteiligung am Vorentwurf für den Neubau der evangelischen Kirche in Driesen (Neumark) (als Mitarbeiter der staatlichen Bauverwaltung, unter Projektleitung von Max Spitta)[14]
- 1898–1900: Beteiligung am Bau der evangelischen Golgatha-Kirche in Berlin-Mitte (als Mitarbeiter der staatlichen Bauverwaltung, unter Projektleitung von Max Spitta)[12][15]
- 1901: Fassadengestaltung eines Silospeichers im Westhafen in Frankfurt am Main[1]
- 1902: Wettbewerbsentwurf für eine höhere Mädchenschule (Victoriaschule, seit 1947 Bettinaschule) in Frankfurt am Main (Wettbewerb unter Frankfurter Architekten, prämiert mit dem 1. Preis, ausgeführt 1906–1907)[16][17]
- 1903: Oberleitung bei der Errichtung des von den Gustav Behnke,[18] Wilhelm Hanau[19] und ihm entworfenen Festbaus aus Holz für den 2. Gesangswettstreit deutscher Männergesangvereine in Frankfurt/Main.[20]
- 1904: Entwurf für eine doppelgeschossige Reihenvilla an der Cronstettenstraße 3 im Frankfurter Holzhausenviertel.[21]
- 1907–1910: Oberleitung beim Ausbau des städtischen Krankenhauses Sachsenhausen nach seinen Entwürfen[22][23]
- 1911–1921: Waldkrankenhaus der Stadt Frankfurt am Main in Köppern im Vordertaunus[24]

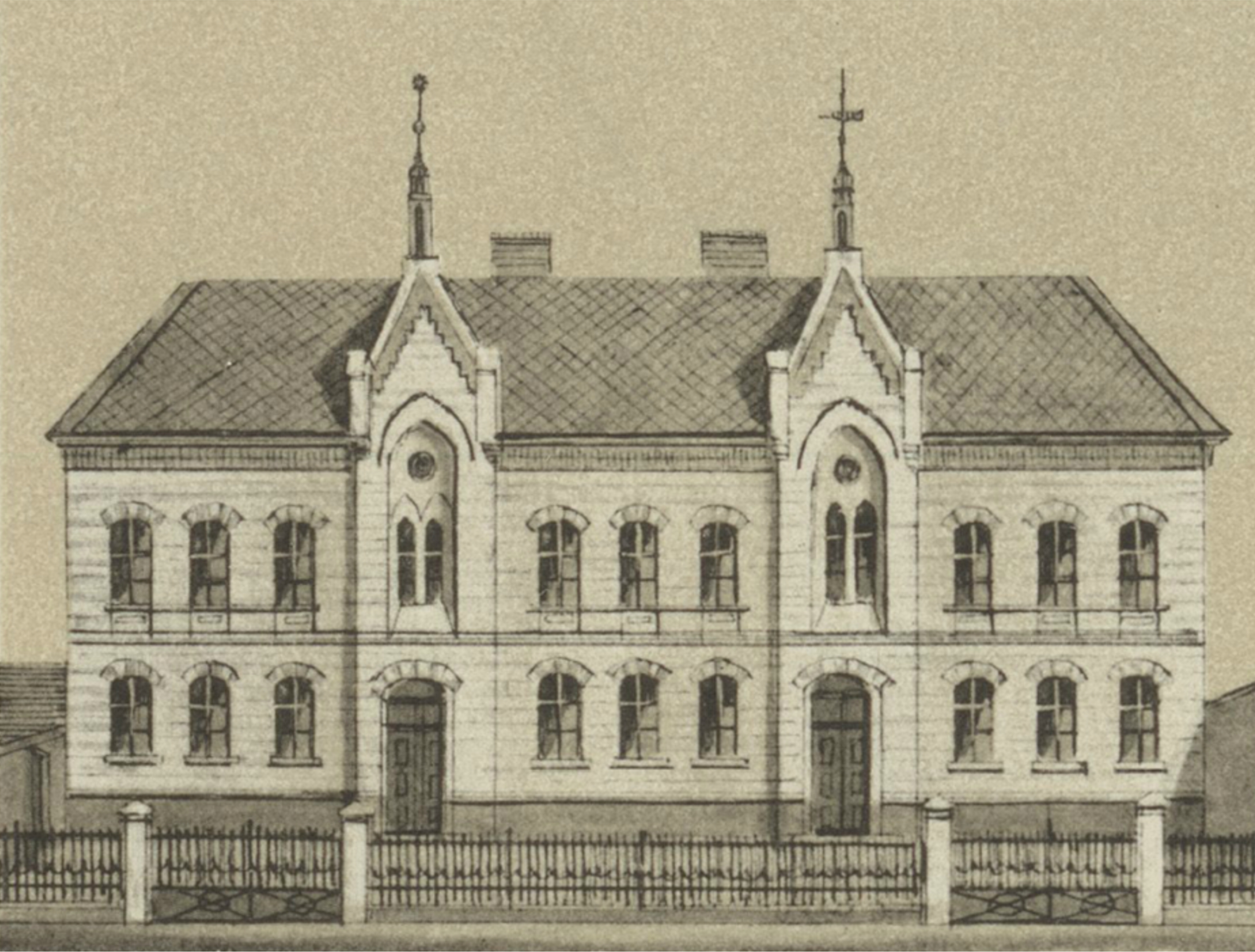
Gymnasium in Kirchhain (Zeichnung von 1891)
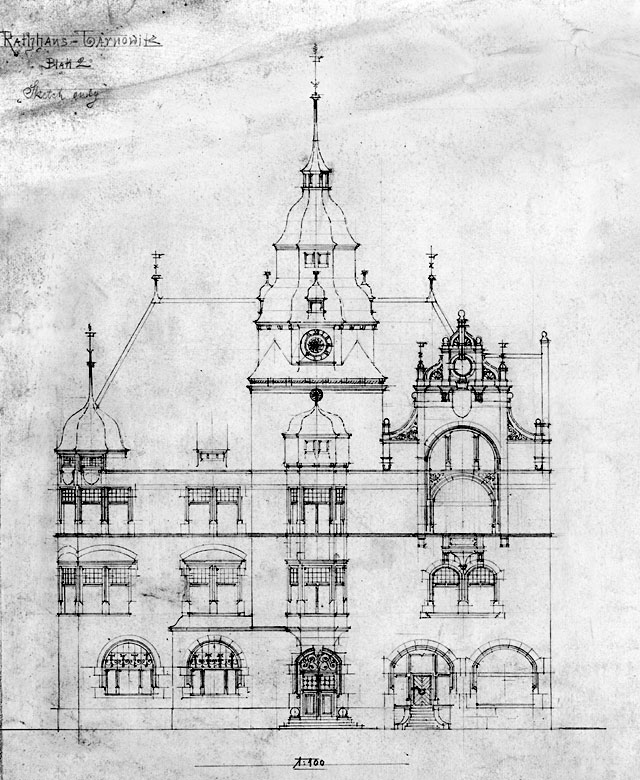
Wettbewerbsentwurf für ein Rathaus in Tarnowitz
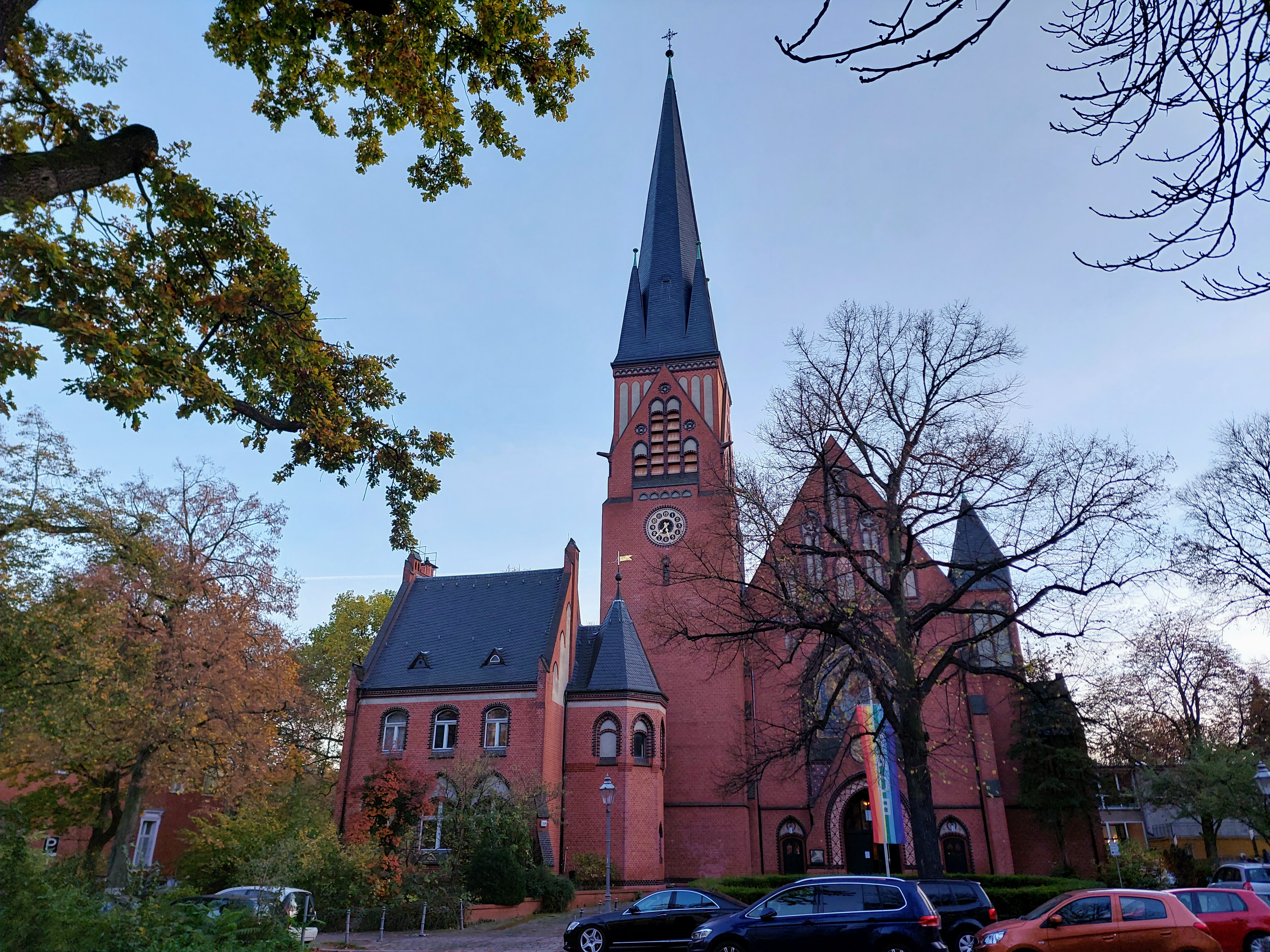
Auenkirche in Berlin-Wilmersdorf
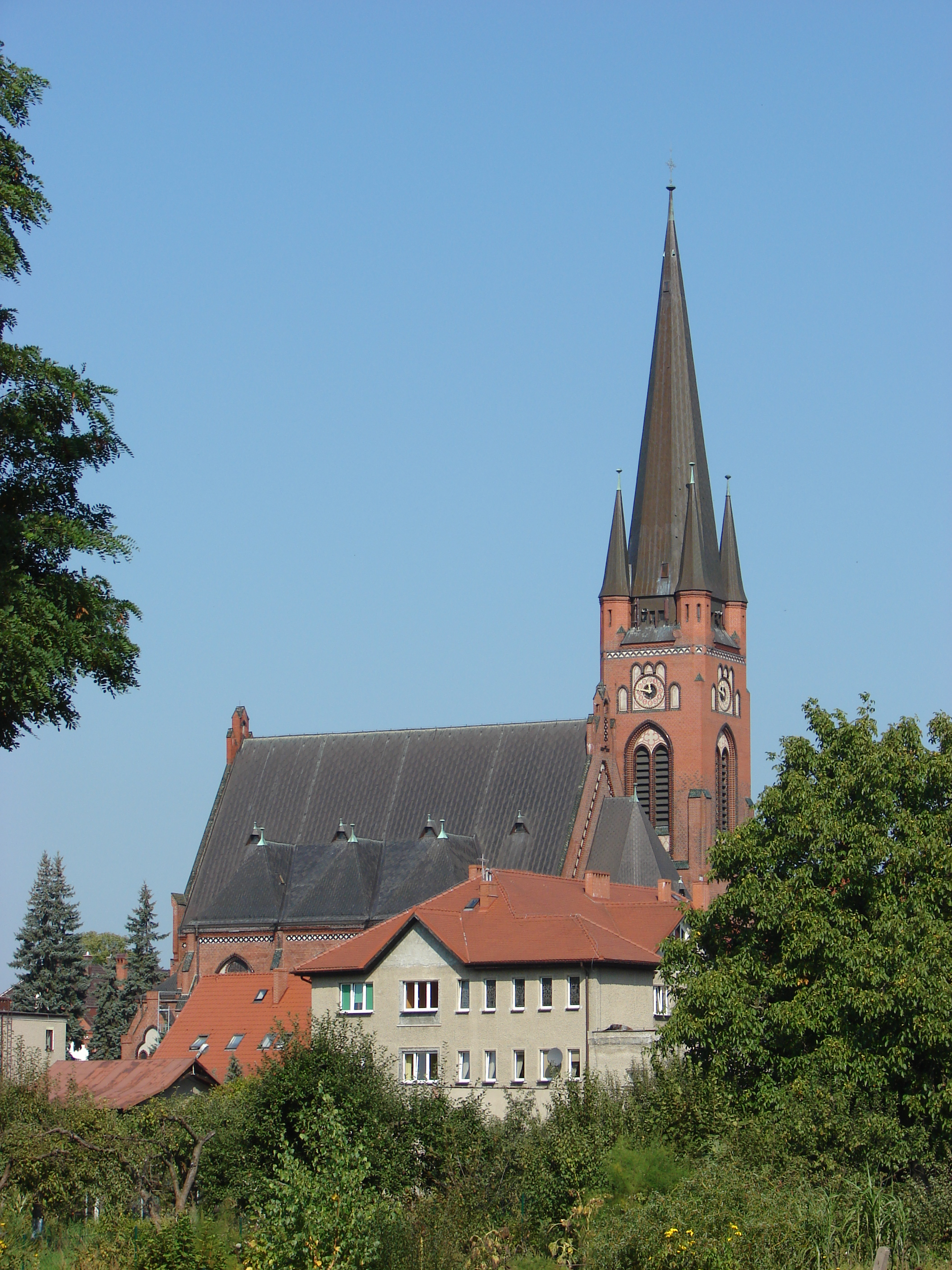
Evangelische Kirche in Driesen
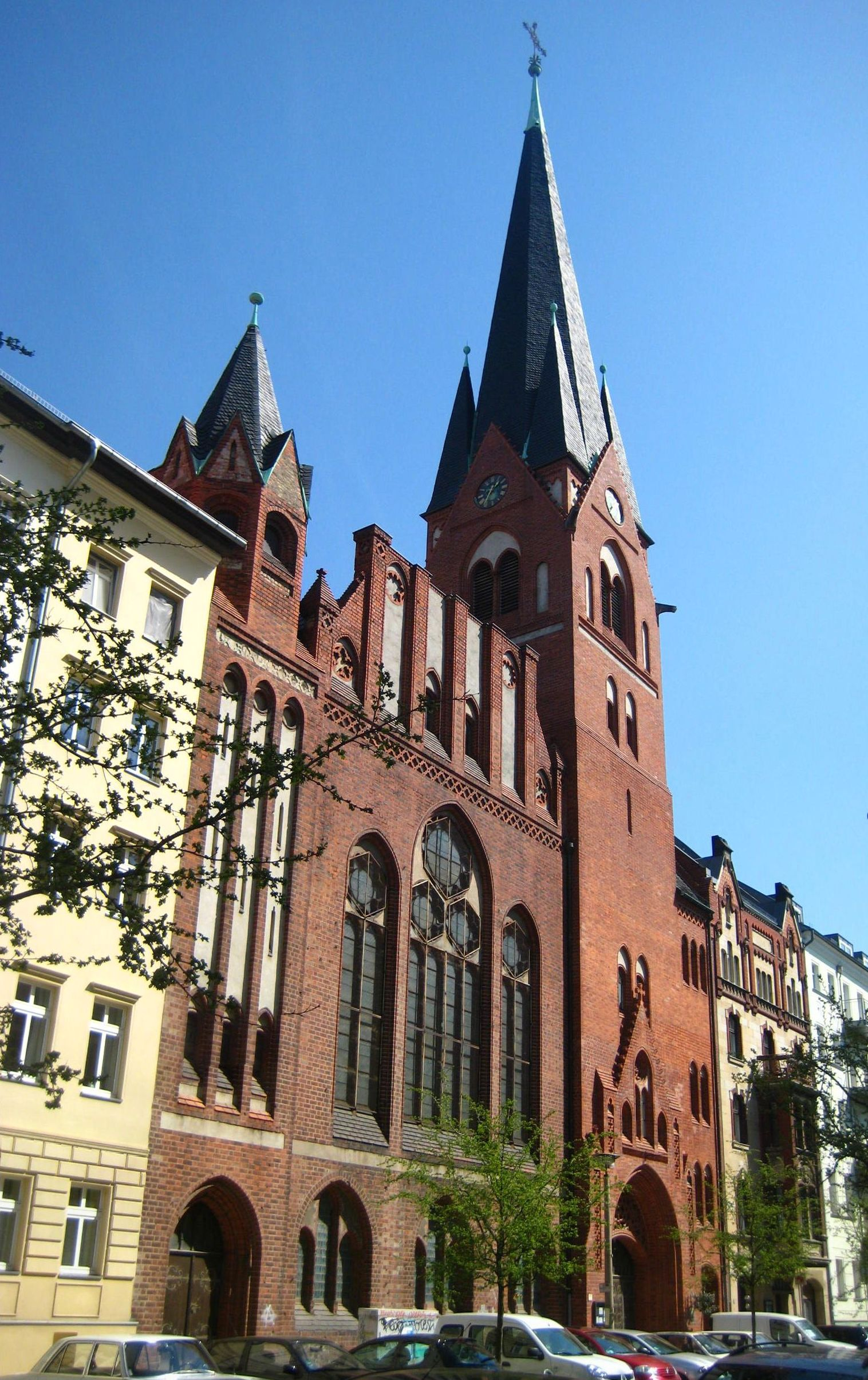
Golgatha-Kirche in Berlin-Mitte
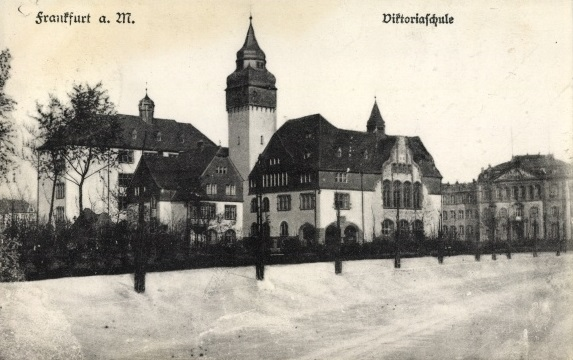
Viktoriaschule in Frankfurt am Main (um 1911)

## Veröffentlichungen
- Grabmalkunst. Eine Auswahl vorbildlicher Entwürfe für Reihengräber. Zugleich ein Führer durch die Grabmalkunst-Ausstellung auf dem neuen Frankfurter Hauptfriedhofe. Verlag Franz Benjamin Auffarth, Frankfurt am Main 1911.

## Auszeichnungen
- 1903: preußischer Roter Adlerorden IV. Klasse[6]